# جدعون بوتنام
جدعون بوتنام (بالإنجليزية: Gideon Putnam)‏ هو شخصية أعمال أمريكي، ولد في 17 أبريل 1763 في Sutton, Massachusetts ‏ في الولايات المتحدة، وتوفي في 1 ديسمبر 1812.